# En sidste gang
En sidste gang er en dansk kortfilm fra 1999, der er instrueret af Jesper Bernt.

## Handling
Ene vender tilbage til sin bedstemors hus efter hendes død. Hun er den eneste familie, han har kendt. Ene går på opdagelse i huset, hvor han finder ting der fortæller den, for ham hidtil ukendte historie om, hvordan han blev til.